# Acraea siginna
Acraea siginna är en fjärilsart som beskrevs av Suffert 1904. Acraea siginna ingår i släktet Acraea och familjen praktfjärilar. Inga underarter finns listade i Catalogue of Life.